# アカデミー録音賞
アカデミー音響賞（Academy Award for Sound Mixing）は、アカデミー賞の部門の一つ。1930年に設けられた。カテゴリ名はもともと"Sound Recording（録音）"だったが、1958年度から"Sound（音響）"に改められ、さらに2004年度からは"Sound Mixing"に変更されている。

## 受賞一覧

### 1930年代
| 年                           | 作品                                                                         | 候補者 |
| ---------------------------- | ---------------------------------------------------------------------------- | ------ |
| 1930 （第3回）               |                                                                              |        |
| ビッグ・ハウス               | ダグラス・シアラー（メトロ・ゴールドウィン・メイヤー・スタジオ）             |        |
| The Case of Sergeant Grischa | ジョン・トリビイ                                                             |        |
| ラヴ・パレード               | フランクリン・ハンセン                                                       |        |
| 怪紳士                       | オスカー・ランガーストーム                                                   |        |
| The Song of the Flame        | ジョージ・グローヴス                                                         |        |
| 1931 （第4回）               |                                                                              |        |
| 対象作品無し                 | パラマウント・パブリックス・スタジオ・サウンド部                             |        |
| 対象作品無し                 | メトロ・ゴールドウィン・メイヤー・スタジオ・サウンド部                       |        |
| 対象作品無し                 | RKOラジオ・スタジオ・サウンド部                                              |        |
| 対象作品無し                 | サミュエル・ゴールドウィン＝ユナイテッド・アーティスツ・スタジオ・サウンド部 |        |
| 1932 （第5回）               |                                                                              |        |
| 対象作品無し                 | パラマウント・パブリックス・スタジオ・サウンド部                             |        |
| 対象作品無し                 | メトロ・ゴールドウィン・メイヤー・スタジオ・サウンド部                       |        |
| 対象作品無し                 | RKOラジオ・スタジオ・サウンド部                                              |        |
| 対象作品無し                 | ワーナー・ブラザース・ファースト・ナショナル・スタジオ・サウンド部           |        |
| 1933 （第6回）               |                                                                              |        |
| 戦場よさらば                 | フランクリン・ハンセン（パラマウント・スタジオ）                             |        |
| 四十二番街                   | ネイサン・レヴィンソン                                                       |        |
| ゴールデン・ディガース       | ネイサン・レヴィンソン                                                       |        |
| 仮面の米国                   | ネイサン・レヴィンソン                                                       |        |
| 1934 （第7回）               |                                                                              |        |
| 恋の一夜                     | ジョン・リヴァダリー（コロンビア・スタジオ）                                 |        |
| The Affairs of Cellini       | トーマス・T・モールトン                                                      |        |
| クレオパトラ                 | フランクリン・B・ハンセン                                                    |        |
| お姫様大行進                 | ネイサン・レヴィンソン                                                       |        |
| コンチネンタル               | カール・ドレイアー                                                           |        |
| 模倣の人生                   | セオドア・ソダーバーグ                                                       |        |
| 奇傑パンチョ                 | ダグラス・シアラー                                                           |        |
| ホワイト・パレード           | エドマンド・H・ハンセン                                                      |        |
| 1935 （第8回）               |                                                                              |        |
| 浮かれ姫君                   | ダグラス・シアラー（メトロ・ゴールドウィン・メイヤー・スタジオ）             |        |
| 1,000 Dollars a Minute       | リパブリック・スタジオ・サウンド部                                           |        |
| フランケンシュタインの花嫁   | ギルバート・カーランド                                                       |        |
| 海賊ブラッド                 | ネイサン・レヴィンソン                                                       |        |
| ダアク・エンゼル             | トーマス・T・モールトン                                                      |        |
| 恋の歌                       | カール・ドレイアー                                                           |        |
| ベンガルの槍騎兵             | フランクリン・B・ハンセン                                                    |        |
| Love Me Forever              | ジョン・リヴァダリー                                                         |        |
| Thanks a Million             | E・H・ハンセン                                                               |        |
| 1936 （第9回）               |                                                                              |        |
| 桑港                         | ダグラス・シアラー（メトロ・ゴールドウィン・メイヤー・スタジオ）             |        |
| 膝にバンジョウ               | E・H・ハンセン                                                               |        |
| 進め竜騎兵                   | ネイサン・レヴィンソン                                                       |        |
| 孔雀夫人                     | トーマス・T・モールトン                                                      |        |
| スパンキー将軍               | エルマー・A・ラギュス                                                        |        |
| オペラハット                 | ジョン・リヴァダリー                                                         |        |
| テキサス決死隊               | フランクリン・B・ハンセン                                                    |        |
| 世界の歌姫                   | ジョン・アールバーグ                                                         |        |
| 天使の花園                   | ホーマー・G・タスカー                                                        |        |
| 1937 （第10回）              |                                                                              |        |
| ハリケーン                   | トーマス・T・モールトン（ユナイテッド・アーティスツ・スタジオ）              |        |
| The Girl Said No             | A・E・ケイ                                                                   |        |
| ラヂオの歌姫                 | ジョン・アールバーグ                                                         |        |
| シカゴ                       | E・H・ハンセン                                                               |        |
| ゾラの生涯                   | ネイサン・レヴィンソン                                                       |        |
| 失はれた地平線               | ジョン・リヴァダリー                                                         |        |
| 君若き頃                     | ダグラス・シアラー                                                           |        |
| オーケストラの少女           | ホーマー・G・タスカー                                                        |        |
| 天国漫歩                     | エルマー・A・ラギュス                                                        |        |
| 新天地                       | ローレン・L・ライダー                                                        |        |
| 1938 （第11回）              |                                                                              |        |
| 牧童と貴婦人                 | トーマス・T・モールトン（ユナイテッド・アーティスツ・スタジオ）              |        |
| Army Girl                    | チャールズ・L・ルーテンズ                                                    |        |
| 四人の姉妹                   | ネイサン・レヴィンソン                                                       |        |
| 放浪の王者                   | ローレン・L・ライダー                                                        |        |
| Merrily We Live              | エルマー・A・ラギュス                                                        |        |
| スエズ                       | エドマンド・H・ハンセン                                                      |        |
| Sweethearts                  | ダグラス・シアラー                                                           |        |
| 年ごろ                       | バーナード・B・ブラウン                                                      |        |
| Vivacious Lady               | ジョン・アールバーグ                                                         |        |
| 我が家の楽園                 | ジョン・リヴァダリー                                                         |        |
| 1939 （第12回）              |                                                                              |        |
| 最後の抱擁                   | バーナード・B・ブラウン（ユニバーサル・スタジオ）                            |        |
| Balalaika                    | ダグラス・シアラー                                                           |        |
| 風と共に去りぬ               | トーマス・T・モールトン                                                      |        |
| チップス先生さようなら       | A・W・ワトキンス                                                             |        |
| オペレッタの王様             | ローレン・L・ライダー                                                        |        |
| ノートルダムの傴僂男         | ジョン・アールバーグ                                                         |        |
| Man of Conquest              | チャールズ・L・ルーテンズ                                                    |        |
| スミス都へ行く               | ジョン・リヴァダリー                                                         |        |
| 廿日鼠と人間                 | エルマー・A・ラギュス                                                        |        |
| 女王エリザベス               | ネイサン・レヴィンソン                                                       |        |
| 雨ぞ降る                     | E・H・ハンセン                                                               |        |

### 1940年代
| 年                               | 作品                                                             | 候補者 |
| -------------------------------- | ---------------------------------------------------------------- | ------ |
| 1940 （第13回）                  |                                                                  |        |
| Strike Up the Band               | ダグラス・シアラー（メトロ・ゴールドウィン・メイヤー・スタジオ） |        |
| Behind the News                  | チャールズ・L・ルーテンズ                                        |        |
| Captain Caution                  | エルマー・A・ラギュス                                            |        |
| 怒りの葡萄                       | E・H・ハンセン                                                   |        |
| 明日への戦ひ                     | ジャック・ホイットニー                                           |        |
| 恋愛手帖                         | ジョン・アールバーグ                                             |        |
| 北西騎馬警官隊                   | ローレン・L・ライダー                                            |        |
| 我等の町                         | トーマス・T・モールトン                                          |        |
| シー・ホーク                     | ネイサン・レヴィンソン                                           |        |
| 青きダニューヴの夢               | バーナード・B・ブラウン                                          |        |
| Too Many Husbands                | ジョン・リヴァダリー                                             |        |
| 1941 （第14回）                  |                                                                  |        |
| 美女ありき                       | ジャック・ホイットニー（ジェネラル・サービス）                   |        |
| 新婚第一歩                       | バーナード・B・ブラウン                                          |        |
| 教授と美女                       | トーマス・T・モールトン                                          |        |
| The Chocolate Soldier            | ダグラス・シアラー                                               |        |
| 市民ケーン                       | ジョン・アールバーグ                                             |        |
| The Devil Pays Off               | チャールズ・ルーテンズ                                           |        |
| わが谷は緑なりき                 | E・H・ハンセン                                                   |        |
| 嘆きの白薔薇                     | ジョン・リヴァダリー                                             |        |
| ヨーク軍曹                       | ネイサン・レヴィンソン                                           |        |
| ひばり                           | ローレン・ライダー                                               |        |
| Topper Returns                   | エルマー・A・ラギュス                                            |        |
| 1942 （第15回）                  |                                                                  |        |
| ヤンキー・ドゥードゥル・ダンディ | ネイサン・レヴィンソン（ワーナー・ブラザース・スタジオ）         |        |
| アラビアン・ナイト               | バーナード・B・ブラウン                                          |        |
| バンビ                           | サム・スライフィールド                                           |        |
| フライング・タイガー             | ダニエル・ブルームバーグ                                         |        |
| Friendly Enemies                 | ジャック・ホイットニー                                           |        |
| 黄金狂時代                       | ジェームズ・L・フィールズ                                        |        |
| ミニヴァー夫人                   | ダグラス・シアラー                                               |        |
| Once Upon a Honeymoon            | スティーヴン・ダン                                               |        |
| 打撃王                           | トーマス・T・モールトン                                          |        |
| モロッコへの道                   | ローレン・ライダー                                               |        |
| 純愛の誓い                       | E・H・ハンセン                                                   |        |
| 晴れて今宵は                     | ジョン・リヴァダリー                                             |        |
| 1943 （第16回）                  |                                                                  |        |
| This Land Is Mine                | スティーヴン・ダン（RKO・ラジオ・スタジオ）                      |        |
| 死刑執行人もまた死す             | ジャック・ホイットニー                                           |        |
| 硝煙の新天地                     | ダニエル・J・ブルームバーグ                                      |        |
| キュリー夫人                     | ダグラス・シアラー                                               |        |
| The North Star                   | トーマス・T・モールトン                                          |        |
| オペラ座の怪人                   | バーナード・B・ブラウン                                          |        |
| Riding High                      | ローレン・L・ライダー                                            |        |
| サハラ戦車隊                     | ジョン・リヴァダリー                                             |        |
| ラテン・アメリカの旅             | C・O・スライフィールド                                           |        |
| So This Is Washington            | ジェームズ・L・フィールズ                                        |        |
| 聖処女                           | E・H・ハンセン                                                   |        |
| ロナルド・レーガンの 陸軍中尉    | ネイサン・レヴィンソン                                           |        |
| 1944 （第17回）                  |                                                                  |        |
| ウィルソン                       | E・H・ハンセン（20世紀フォックス・スタジオ）                     |        |
| ブラジル                         | ダニエル・J・ブルームバーグ                                      |        |
| 花婿物語                         | トーマス・T・モールトン                                          |        |
| カバーガール                     | ジョン・リヴァダリー                                             |        |
| 深夜の告白                       | ローレン・L・ライダー                                            |        |
| 春の序曲                         | バーナード・B・ブラウン                                          |        |
| ハリウッド玉手箱                 | ネイサン・レヴィンソン                                           |        |
| It Happened Tomorrow             | ジャック・ホイットニー                                           |        |
| キスメット                       | ダグラス・シアラー                                               |        |
| Music in Manhattan               | スティーヴン・ダン                                               |        |
| Voice in the Wind                | マック・ダルグライシュ                                           |        |
| 1945 （第18回）                  |                                                                  |        |
| 聖メリーの鐘                     | スティーヴン・ダン（RKO・ラジオ・スタジオ）                      |        |
| 炎の街                           | ダニエル・J・ブルームバーグ                                      |        |
| Lady on a Train                  | バーナード・B・ブラウン                                          |        |
| 哀愁の湖                         | トーマス・T・モールトン                                          |        |
| アメリカ交響楽                   | ネイサン・レヴィンソン                                           |        |
| 楽聖ショパン                     | ジョン・P・リヴァダリー                                          |        |
| 南部の人                         | ジャック・ホイットニー                                           |        |
| コレヒドール戦記                 | ダグラス・シアラー                                               |        |
| 三人の騎士                       | C・O・スライフィールド                                           |        |
| Three Is a Family                | W・V・ウルフ                                                     |        |
| The Unseen                       | ローレン・L・ライダー                                            |        |
| ダニー・ケイの 天国と地獄        | ゴードン・E・ソーヤー                                            |        |
| 1946 （第19回）                  |                                                                  |        |
| ジョルスン物語                   | ジョン・リヴァダリー（コロンビア・スタジオ）                     |        |
| 我等の生涯の最良の年             | ゴードン・E・ソーヤー                                            |        |
| 素晴らしき哉、人生!              | ジョン・アールバーグ                                             |        |
| 1947 （第20回）                  |                                                                  |        |
| 気まぐれ天使                     | ゴードン・E・ソーヤー（サミュエル・ゴールドウィン・スタジオ）    |        |
| 大地は怒る                       | ダグラス・シアラー                                               |        |
| T-Men                            | ジャック・ホイットニー                                           |        |
| 1948 （第21回）                  |                                                                  |        |
| 蛇の穴                           | トーマス・T・モールトン（20世紀フォックス・スタジオ）            |        |
| ジョニー・ベリンダ               | ネイサン・O・レヴィンソン                                        |        |
| Moonrise                         | ダニエル・J・ブルームバーグ                                      |        |
| 1949 （第22回）                  |                                                                  |        |
| 頭上の敵機                       | トーマス・T・モールトン（20世紀フォックス・スタジオ）            |        |
| 恋人よ、いま一度                 | レズリー・I・ケアリー                                            |        |
| 硫黄島の砂                       | ダニエル・J・ブルームバーグ                                      |        |

### 1950年代
| 年                      | 作品                                                                 | 候補者 |
| ----------------------- | -------------------------------------------------------------------- | ------ |
| 1950 （第23回）         |                                                                      |        |
| イヴの総て              | トーマス・T・モールトン（20世紀フォックス・スタジオ）                |        |
| シンデレラ              | C・O・スライフィールド                                               |        |
| Louisa                  | レズリー・I・ケアリー                                                |        |
| われら自身のもの        | ゴードン・E・ソーヤー                                                |        |
| Trio                    | シリル・クロウハースト                                               |        |
| 1951 （第24回）         |                                                                      |        |
| 歌劇王カルーソ          | ダグラス・シアラー（メトロ・ゴールドウィン・メイヤー・スタジオ）     |        |
| Bright Victory          | レズリー・I・ケアリー                                                |        |
| 我が心の呼ぶ声          | ゴードン・E・ソーヤー                                                |        |
| 欲望という名の電車      | ネイサン・レヴィンソン                                               |        |
| Two Tickets to Broadway | ジョン・アールバーグ                                                 |        |
| 1952 （第25回）         |                                                                      |        |
| 超音ジェット機          | ロンドン・フィルムズ・サウンド部                                     |        |
| The Card                | パインウッド・スタジオズ・サウンド部                                 |        |
| アンデルセン物語        | ゴードン・E・ソーヤー                                                |        |
| 静かなる男              | ダニエル・J・ブルームバーグ                                          |        |
| わが心に歌えば          | トーマス・T・モールトン                                              |        |
| 1953 （第26回）         |                                                                      |        |
| 地上より永遠に          | ジョン・リヴァダリー（コロンビア・スタジオ）                         |        |
| カラミティ・ジェーン    | ウィリアム・A・ミューラー                                            |        |
| 円卓の騎士              | A・W・ワトキンス                                                     |        |
| ミシシッピの賭博師      | レズリー・I・ケアリー                                                |        |
| 宇宙戦争                | ローレン・L・ライダー                                                |        |
| 1954 （第27回）         |                                                                      |        |
| グレン・ミラー物語      | レズリー・I・ケアリー（ユニバーサル＝インターナショナル・スタジオ）  |        |
| ブリガドーン            | ウェスリー・C・ミラー                                                |        |
| ケイン号の叛乱          | ジョン・P・リヴァダリー                                              |        |
| 裏窓                    | ローレン・L・ライダー                                                |        |
| 奥様は芳紀十七才        | ジョン・アールバーグ                                                 |        |
| 1955 （第28回）         |                                                                      |        |
| オクラホマ!             | フレッド・ハインズ（トッド＝AO・サウンド部）                         |        |
| 慕情                    | カールトン・W・フォークナー                                          |        |
| 情欲の悪魔              | ウェスリー・C・ミラー                                                |        |
| ミスタア・ロバーツ      | ウィリアム・A・ミューラー                                            |        |
| 見知らぬ人でなく        | ワトソン・ジョーンズ（RCAサウンド部）                                |        |
| 1956 （第29回）         |                                                                      |        |
| 王様と私                | カールトン・W・フォークナー（20世紀フォックス・スタジオ）            |        |
| 黒い牡牛                | バディ・マイヤーズ                                                   |        |
| 愛情物語                | ジョン・P・リヴァダリー                                              |        |
| 友情ある説得            | ゴードン・R・グレナン、ゴードン・E・ソーヤー                         |        |
| 十戒                    | ローレン・L・ライダー                                                |        |
| 1957 （第30回）         |                                                                      |        |
| サヨナラ                | ジョージ・グローヴス（ワーナー・ブラザース・スタジオ）               |        |
| OK牧場の決斗            | ジョージ・ダットン                                                   |        |
| 魅惑の巴里              | ウェスリー・C・ミラー                                                |        |
| 夜の豹                  | ジョン・P・リヴァダリー                                              |        |
| 情婦                    | ゴードン・E・ソーヤー                                                |        |
| 1958 （第31回）         |                                                                      |        |
| 南太平洋                | フレッド・ハインズ（トッド＝AO・サウンド部）                         |        |
| 私は死にたくない        | ゴードン・E・ソーヤー                                                |        |
| 愛する時と死する時      | レズリー・I・ケアリー                                                |        |
| めまい                  | ジョージ・ダットン                                                   |        |
| 若き獅子たち            | カールトン・W・フォークナー                                          |        |
| 1959 （第32回）         |                                                                      |        |
| ベン・ハー              | フランクリン・ミルトン（メトロ・ゴールドウィン・メイヤー・スタジオ） |        |
| 地底探検                | カールトン・W・フォークナー                                          |        |
| Libel                   | A・W・ワトキンス                                                     |        |
| 尼僧物語                | ジョージ・グローヴス                                                 |        |
| ポギーとベス            | ゴードン・E・ソーヤー、フレッド・ハインズ                            |        |

### 1960年代
| 年                                 | 作品 | 候補者 |
| ---------------------------------- | --- | ------ |
| 1960 （第33回）                    | |        |
| アラモ                             | フレッド・ハインズ（トッド＝AO・サウンド部）、ゴードン・E・ソーヤー（サミュエル・ゴールドウィン・スタジオ） |        |
| アパートの鍵貸します               | ゴードン・E・ソーヤー                                                                                       |        |
| シロマン                           | フランクリン・ミルトン                                                                                      |        |
| ペペ                               | チャールズ・ライス                                                                                          |        |
| ルーズベルト物語                   | ジョージ・グローヴス                                                                                        |        |
| 1961 （第34回）                    | |        |
| ウエスト・サイド物語               | ゴードン・E・ソーヤー（サミュエル・ゴールドウィン・スタジオ）、フレッド・ハインズ（トッド＝AO・サウンド部） |        |
| 噂の二人                           | ゴードン・E・ソーヤー                                                                                       |        |
| フラワー・ドラム・ソング           | ウォルドン・O・ワトソン                                                                                     |        |
| ナヴァロンの要塞                   | ジョン・コックス                                                                                            |        |
| 罠にかかったパパとママ             | ロバート・O・クック                                                                                         |        |
| 1962 （第35回）                    | |        |
| アラビアのロレンス                 | ジョン・コックス（シェパートン・スタジオ）                                                                  |        |
| パリよ、こんにちは!                | ロバート・O・クック                                                                                         |        |
| The Music Man                      | ジョージ・グローヴス                                                                                        |        |
| ミンクの手ざわり                   | ウォルドン・O・ワトソン                                                                                     |        |
| 何がジェーンに起ったか?            | ジョセフ・D・ケリー                                                                                         |        |
| 1963 （第36回）                    | |        |
| 西部開拓史                         | フランクリン・ミルトン（メトロ・ゴールドウィン・メイヤー・スタジオ）                                        |        |
| バイ・バイ・バーディー             | チャールズ・ライス                                                                                          |        |
| ニューマンという男                 | ウォルドン・O・ワトソン                                                                                     |        |
| クレオパトラ                       | ジェームズ・コーカラン、フレッド・ハインズ                                                                  |        |
| おかしなおかしなおかしな世界       | ゴードン・E・ソーヤー                                                                                       |        |
| 1964 （第37回）                    | |        |
| マイ・フェア・レディ               | ジョージ・グローヴス（ワーナー・ブラザース・スタジオ）                                                      |        |
| ベケット                           | ジョン・コックス                                                                                            |        |
| がちょうのおやじ                   | ウォルドン・O・ワトソン                                                                                     |        |
| メリー・ポピンズ                   | ロバート・O・クック                                                                                         |        |
| 不沈のモリー・ブラウン             | フランクリン・ミルトン                                                                                      |        |
| 1965 （第38回）                    | |        |
| サウンド・オブ・ミュージック       | ジェームズ・コーカラン、フレッド・ハインズ（20世紀フォックス・スタジオ）                                    |        |
| 華麗なる激情                       | ジェームズ・コーカラン                                                                                      |        |
| ドクトル・ジバコ                   | A・W・ワトキンス、フランクリン・ミルトン                                                                    |        |
| グレートレース                     | ジョージ・グローヴス                                                                                        |        |
| シェナンドー河                     | ウォルドン・O・ワトソン                                                                                     |        |
| 1966 （第39回）                    | |        |
| グラン・プリ                       | フランクリン・ミルトン（メトロ・ゴールドウィン・メイヤー・スタジオ）                                        |        |
| 泥棒貴族                           | ウォルドン・O・ワトソン                                                                                     |        |
| ハワイ                             | ゴードン・E・ソーヤー                                                                                       |        |
| 砲艦サンパブロ                     | ジェームズ・コーカラン                                                                                      |        |
| バージニア・ウルフなんかこわくない | ジョージ・グローヴス                                                                                        |        |
| 1967 （第40回）                    | |        |
| 夜の大捜査線                       | サミュエル・ゴールドウィン・スタジオ・スタジオ・サウンド部                                                  |        |
| キャメロット                       | ワーナー・ブラザース＝セヴン・アーツ・スタジオ・サウンド部                                                  |        |
| 特攻大作戦                         | メトロ・ゴールドウィン・メイヤー・スタジオ・サウンド部                                                      |        |
| ドリトル先生不思議な旅             | 20世紀フォックス・スタジオ・サウンド部                                                                      |        |
| モダン・ミリー                     | ユニバーサル・シティ・スタジオ・サウンド部                                                                  |        |
| 1968 （第41回）                    | |        |
| オリバー!                          | シェパートン・スタジオ・サウンド部                                                                          |        |
| ブリット                           | ワーナー・ブラザース＝セヴン・アーツ・スタジオ・サウンド部                                                  |        |
| フィニアンの虹                     | ワーナー・ブラザース＝セヴン・アーツ・スタジオ・サウンド部                                                  |        |
| ファニー・ガール                   | コロンビア・スタジオ・サウンド部                                                                            |        |
| スター!                            | 20世紀フォックス・スタジオ・サウンド部                                                                      |        |
| 1969 （第42回）                    | |        |
| ハロー・ドーリー!                  | ジャック・ソロモン、マーレイ・スピヴァック                                                                  |        |
| 1000日のアン                       | ジョン・アルドレッド                                                                                        |        |
| 明日に向って撃て!                  | ウィリアム・エドマンドソン、デヴィッド・ドッケンドルフ                                                      |        |
| Gaily, Gaily                       | ロバート・マーティン、クレム・ポートマン                                                                    |        |
| 宇宙からの脱出                     | レス・フレッショルツ、アーサー・ピアンタドシ                                                                |        |

### 1970年代
| 年                                    | 作品                                                                                                | 候補者 |
| ------------------------------------- | --------------------------------------------------------------------------------------------------- | ------ |
| 1970 （第43回）                       | |        |
| パットン大戦車軍団                    | ダグラス・ウィリアムズ、ドン・ベースマン                                                            |        |
| 大空港                                | ロナルド・ピアース、デヴィッド・H・モリアーティ                                                     |        |
| ライアンの娘                          | ゴードン・マッカラム、ジョン・ブラモール                                                            |        |
| トラ・トラ・トラ!                     | マーレイ・スピヴァック、ハーマン・ルイス                                                            |        |
| ウッドストック/愛と平和と音楽の三日間 | ドン・ワリン、L・A・ジョンソン                                                                      |        |
| 1971 （第44回）                       | |        |
| 屋根の上のバイオリン弾き              | ゴードン・マッカラム、デヴィッド・ヒルドヤード                                                      |        |
| 007 ダイヤモンドは永遠に              | ゴードン・K・マッカラム、ジョン・W・ミッチェル、アル・オーヴァートーン                              |        |
| フレンチ・コネクション                | セオドア・ソダーバーグ、クリス・ニューマン                                                          |        |
| コッチおじさん                        | リチャード・ポートマン、ジャック・ソロモン                                                          |        |
| クイン・メリー/愛と悲しみの生涯       | ボブ・ジョーンズ、ジョン・アルドレッド                                                              |        |
| 1972 （第45回）                       | |        |
| キャバレー                            | ロバート・ニュードソン、デヴィッド・ヒルドヤード                                                    |        |
| バタフライはフリー                    | アーサー・ピアンタドシ、チャールズ・T・ナイト                                                       |        |
| 候補者ビル・マッケイ                  | リチャード・ポートマン、ジーン・キャンタメッサ                                                      |        |
| ゴッドファーザー                      | チャールズ・グランズバック、リチャード・ポートマン、クリス・ニューマン                              |        |
| ポセイドン・アドベンチャー            | セオドア・ソダーバーグ、ハーマン・ルイス                                                            |        |
| 1973 （第46回）                       | |        |
| エクソシスト                          | ロバート・ニュードソン、クリス・ニューマン                                                          |        |
| イルカの日                            | リチャード・ポートマン、ラリー・ジョスト                                                            |        |
| ペーパーチェイス                      | ドナルド・O・ミッチェル、ラリー・ジョスト                                                           |        |
| ペーパー・ムーン                      | リチャード・ポートマン、レス・フレッショルツ                                                        |        |
| スティング                            | ロナルド・ピアース、ロバート・R・バートランド                                                       |        |
| 1974 （第47回）                       | |        |
| 大地震                                | ロナルド・ピアース、メルヴィン・メトカーフ・Sr                                                      |        |
| チャイナタウン                        | チャールズ・グランズバック、ラリー・ジョスト                                                        |        |
| カンバセーション…盗聴…                | ウォルター・マーチ、アート・ロチェスター                                                            |        |
| タワーリング・インフェルノ            | セオドア・ソダーバーグ、ハーマン・ルイス                                                            |        |
| ヤング・フランケンシュタイン          | リチャード・ポートマン、ジーン・キャンタメッサ                                                      |        |
| 1975 （第48回）                       | |        |
| ジョーズ                              | ロバート・ホイット、ロジャー・ヒーマン、アール・マドリー、ジョン・カーター                          |        |
| 弾丸を噛め                            | アーサー・ピアンタドシ、レス・フレッショルツ、リチャード・タイラー、アル・オーヴァートーン・Jr      |        |
| ファニー・レディ                      | リチャード・ポートマン、ドン・マクドゥーガル、カーリー・サールウェル、ジャック・ソロモン            |        |
| ヒンデンブルグ                        | レオナルド・ピーターソン、ジョン・A・ボルジャー・Jr、ジョン・L・マック、ドン・シャープレス          |        |
| 風とライオン                          | ハリー・W・テトリック、アーロン・ローチン、ウィリアム・マッコーイ、ロイ・チャーマン                 |        |
| 1976 （第49回）                       | |        |
| 大統領の陰謀                          | アーサー・ピアンタドシ、レス・フレッショルツ、ディック・アレクサンダー、ジム・ウェブス              |        |
| キングコング                          | ハリー・W・テトリック、ウィリアム・マッコーイ、アーロン・ローチン、ジャック・ソロモン               |        |
| ロッキー                              | ハリー・W・テトリック、ウィリアム・マッコーイ、ライル・J・バーブリッジ、バド・アルパー              |        |
| 大陸横断超特急                        | ドナルド・O・ミッチェル、ダグラス・O・ウィリアムズ、リチャード・タイラー、ハロルド・M・エザリントン |        |
| スター誕生                            | ロバート・ニュードソン、ドン・ワリン、ロバート・グラス、トム・オーヴァートン                        |        |
| 1977 （第50回）                       | |        |
| スター・ウォーズ                      | ドン・マクドゥーガル、レイ・ウエスト、ボブ・ミンクラー、デレク・ボール                              |        |
| 未知との遭遇                          | ロバート・ニュードソン、ロバート・グラス、ドン・マクドゥーガル、ジーン・キャンタメッサ              |        |
| ザ・ディープ                          | ウォルター・ゴス、ディック・アレクサンダー、トム・ベッカート、ロビン・グレゴリー                    |        |
| 恐怖の報酬                            | ロバート・ニュードソン、ロバート・グラス、リチャード・タイラー、ジャン＝ルイ・ドゥカルム            |        |
| 愛と喝采の日々                        | セオドア・ソダーバーグ、ポール・ウェルズ、ダグラス・O・ウィリアムズ、ジェリー・ジョスト             |        |
| 1978 （第51回）                       | |        |
| ディア・ハンター                      | リチャード・ポートマン、ウィリアム・マッコーイ、アーロン・ローチン、ダリン・ナイト                  |        |
| バディ・ホリー・ストーリー            | テックス・ルドロフ、ジョエル・フェイン、カーリー・サールウェル、ウィリー・D・バートン               |        |
| 天国の日々                            | ジョン・ウィルキンソン、ロバート・W・グラス・Jr、ジョン・T・リッツ、バリー・トーマス                |        |
| グレートスタントマン                  | ロバート・ニュードソン、ロバート・グラス、ドン・マクドゥーガル、ジャック・ソロモン                  |        |
| スーパーマン                          | ゴードン・K・マッカラム、グラハム・V・ハートストーン、ニコラス・ラ・メジャラー、ロイ・チャーマン    |        |
| 1979 （第52回）                       | |        |
| 地獄の黙示録                          | ウォルター・マーチ、マーク・バーガー、リチャード・ベッグス、ナット・ボクサー                        |        |
| 出逢い                                | アーサー・ピアンタドシ、レス・フレッショルツ、マイケル・ミンクラー、アル・オーヴァートーン・Jr      |        |
| メテオ                                | ウィリアム・マッコーイ、アーロン・ローチン、マイケル・J・コフト、ジャック・ソロモン                 |        |
| 1941                                  | ロバート・ニュードソン、ロバート・グラス、ドン・マクドゥーガル、ジーン・キャンタメッサ              |        |
| ローズ                                | セオドア・ソダーバーグ、ダグラス・O・ウィリアムズ、ポール・ウェルズ、ジム・ウェブス                 |        |

### 1980年代
| 年                                | 作品                                                                                                | 候補者 |
| --------------------------------- | --------------------------------------------------------------------------------------------------- | ------ |
| 1980 （第53回）                   | |        |
| スター・ウォーズ/帝国の逆襲       | ビル・ヴァーニー、スティーヴ・マスロウ、グレッグ・ランデイカー、ピーター・サットン                  |        |
| アルタード・ステーツ/未知への挑戦 | アーサー・ピアンタドシ、レス・フレッショルツ、マイケル・ミンクラー、ウィリー・D・バートン           |        |
| 歌え!ロレッタ愛のために           | リチャード・ポートマン、ロジャー・ヒーマン、ジェームズ・R・アレクサンダー                           |        |
| フェイム                          | マイケル・J・コフト、アーロン・ローチン、ジェイ・M・ハーディング、クリス・ニューマン                |        |
| レイジング・ブル                  | ドナルド・O・ミッチェル、ビル・ニコルソン、デヴィッド・J・キンボール、レス・ラザロウィッツ          |        |
| 1981 （第54回）                   | |        |
| レイダース/失われたアーク《聖櫃》 | ビル・ヴァーニー、スティーヴ・マスロウ、グレッグ・ランデイカー、ロイ・チャーマン                    |        |
| 黄昏                              | リチャード・ポートマン、デヴィッド・M・ロニ                                                         |        |
| アウトランド                      | ジョン・ウィルキンソン、ロバート・W・グラス・Jr、ロバート・サールウェル、ロビン・グレゴリー         |        |
| ペニーズ・フロム・ヘブン          | マイケル・J・コフト、ジェイ・M・ハーディング、リチャード・タイラー、アル・オーヴァートーン・Jr      |        |
| レッズ                            | ディック・ヴォウリセク、トム・フレイシュマン、サイモン・ケイ                                        |        |
| 1982 （第55回）                   | |        |
| E.T.                              | ロバート・ニュードソン、ロバート・グラス、ドン・ディギロラーモ、ジーン・キャンタメッサ              |        |
| U・ボート                         | ミラン・ボー、トレヴァー・パイク、マイク・ル＝メア                                                  |        |
| ガンジー                          | ジェリー・ハンフリーズ、ロビン・オドナヒュー、ジョナサン・ベイツ、サイモン・ケイ                    |        |
| トッツィー                        | アーサー・ピアンタドシ、レス・フレッショルツ、ディック・アレクサンダー、レス・ラザロウィッツ        |        |
| トロン                            | マイケル・ミンクラー、ボブ・ミンクラー、リー・ミンクラー、ジェームズ・ラルー                        |        |
| 1983 （第56回）                   | |        |
| ライトスタッフ                    | マーク・バーガー、トム・スコット、ランディ・トム、デヴィッド・マクミラン                            |        |
| ネバー・クライ・ウルフ            | アラン・スプレット、トッド・ボークルヘイド、ランディ・トム、デヴィッド・パーカー                    |        |
| スター・ウォーズ/ジェダイの復讐   | ベン・バート、ゲイリー・サマーズ、ランディ・トム、トニー・ダウ                                      |        |
| 愛と追憶の日々                    | ドナルド・O・ミッチェル、リック・クライン、ケヴィン・オコネル、ジェームズ・R・アレクサンダー        |        |
| ウォー・ゲーム                    | マイケル・J・コフト、カルロス・デラリオス、アーロン・ローチン、ウィリー・D・バートン                |        |
| 1984 （第57回）                   | |        |
| アマデウス                        | マーク・バーガー、トム・スコット、トッド・ボークルヘイド、クリス・ニューマン                        |        |
| 2010年                            | マイケル・J・コフト、アーロン・ローチン、カルロス・デラリオス、ジーン・キャンタメッサ               |        |
| デューン/砂の惑星                 | ビル・ヴァーニー、スティーヴ・マスロウ、ケヴィン・オコネル、ネルソン・ストール                      |        |
| インドへの道                      | グラハム・V・ハートストーン、ニコラス・ラ・メジャラー、マイケル・A・カーター、ジョン・W・ミッチェル |        |
| ザ・リバー                        | ニック・アルフィン、ロバート・サールウェル、リチャード・ポートマン、デヴィッド・M・ロニ             |        |
| 1985 （第58回）                   | |        |
| 愛と哀しみの果て                  | クリス・ジェンキンス、ゲイリー・アレキサンダー、ラリー・ステンスヴォルド、ピーター・ハンドフォード  |        |
| バック・トゥ・ザ・フューチャー    | ビル・ヴァーニー、B・テニセン・セバスチャン2世、ロバート・サールウェル、ウィリアム・B・カプラン     |        |
| コーラスライン                    | ドナルド・O・ミッチェル、マイケル・ミンクラー、ジェリー・ハンフリーズ、クリス・ニューマン           |        |
| レディホーク                      | レス・フレッショルツ、ディック・アレクサンダー、ヴァーン・ポア、バド・アルパー                      |        |
| シルバラード                      | ドナルド・O・ミッチェル、リック・クライン、ケヴィン・オコネル、デヴィッド・M・ロニ                  |        |
| 1986 （第59回）                   | |        |
| プラトーン                        | ジョン・ウィルキンソン、リチャード・ロジャース、チャールズ・グランズバック、サイモン・ケイ          |        |
| エイリアン2                       | グラハム・V・ハートストーン、ニコラス・ラ・メジャラー、マイケル・A・カーター、ロイ・チャーマン      |        |
| ハートブレイク・リッジ 勝利の戦場 | レス・フレッショルツ、ディック・アレクサンダー、ヴァーン・ポア、ビル・ネルソン                      |        |
| スタートレックIV 故郷への長い道   | テリー・ポーター、デヴィッド・J・ハドソン、メル・メトカルフ、ジーン・キャンタメッサ                 |        |
| トップガン                        | ドナルド・O・ミッチェル、ケヴィン・オコネル、リック・クライン、ウィリアム・B・カプラン              |        |
| 1987 （第60回）                   | |        |
| ラストエンペラー                  | ビル・ロウ、アイヴァン・シャーロック                                                                |        |
| 太陽の帝国                        | ロバート・ニュードソン、ドン・ディギロラーモ、ジョン・ボイド、トニー・ダウ                          |        |
| リーサル・ウェポン                | レス・フレッショルツ、ディック・アレクサンダー、ヴァーン・ポア、ビル・ネルソン                      |        |
| ロボコップ                        | マイケル・J・コフト、カルロス・デラリオス、アーロン・ローチン、ロバート・ウォルド                   |        |
| イーストウィックの魔女たち        | ウェイン・アートマン、トム・ベッカート、トム・E・ダール、アート・ロチェスター                       |        |
| 1988 （第61回）                   | |        |
| バード                            | レス・フレッショルツ、ディック・アレクサンダー、ヴァーン・ポア、ウィリー・D・バートン               |        |
| ダイ・ハード                      | ドン・J・バスマン、ケヴィン・F・クリアリー、リチャード・オーヴァートン、アル・オーヴァートーン・Jr  |        |
| 愛は霧のかなたに                  | アンディ・ネルソン、ブライアン・ソウンダース、ピーター・ハンドフォード                              |        |
| ミシシッピー・バーニング          | ロバート・J・リット、エリオット・タイソン、リック・クライン、ダニー・マイケル                       |        |
| ロジャー・ラビット                | ロバート・ニュードソン、ジョン・ボイド、ドン・ディギロラーモ、トニー・ダウ                          |        |
| 1989 （第62回）                   | |        |
| グローリー                        | ドナルド・O・ミッチェル、グレッグ・ルドロフ、エリオット・タイソン、ラッセル・ウィリアムズ2世        |        |
| アビス                            | ドン・J・バスマン、ケヴィン・F・クリアリー、リチャード・オーヴァートン、リー・オルロフ              |        |
| ブラック・レイン                  | ドナルド・O・ミッチェル、ケヴィン・オコネル、グレッグ・P・ラッセル、キース・A・ウェスター           |        |
| 7月4日に生まれて                  | マイケル・ミンクラー、グレゴリー・H・ワトキンス、ウィリー・ステートマン、トッド・A・メイトランド    |        |
| インディ・ジョーンズ/最後の聖戦   | ベン・バート、ゲイリー・サマーズ、ショーン・マーフィ、トニー・ダウ                                  |        |

### 1990年代
| 年                                              | 作品 | 候補者 |
| ----------------------------------------------- | --- | ------ |
| 1990 （第63回）                                 | |        |
| ダンス・ウィズ・ウルブズ                        | ジェフリー・パーキンス、ビル・W・ベントン、グレゴリー・H・ワトキンス、ラッセル・ウィリアムズ2世          |        |
| デイズ・オブ・サンダー                          | チャールズ・M・ウィルボーン、ドナルド・O・ミッチェル、リック・クライン、ケヴィン・オコネル               |        |
| ディック・トレイシー                            | トーマス・コーゼイ、クリス・ジェンキンス、デヴィッド・E・キャンベル、ダグ・ヘムフィル                    |        |
| レッド・オクトーバーを追え!                     | リチャード・ブライス・グッドマン、リチャード・オーヴァートン、ケヴィン・F・クリアリー、ドン・J・バスマン |        |
| トータル・リコール                              | ネルソン・ストール、マイケル・J・コフト、カルロス・デラリオス、アーロン・ローチン                        |        |
| 1991 （第64回）                                 | |        |
| ターミネーター2                                 | トム・ジョンソン、ゲイリー・ライドストロム、ゲイリー・サマーズ、リー・オルロフ                           |        |
| バックドラフト                                  | ゲイリー・サマーズ、ランディ・トム、ゲイリー・ライドストロム、グレン・ウィリアムス                       |        |
| 美女と野獣                                      | テリー・ポーター、メル・メトカルフ、デヴィッド・J・ハドソン、ドク・カーン                                |        |
| JFK                                             | マイケル・ミンクラー、グレッグ・ランデイカー、トッド・A・メイトランド                                    |        |
| 羊たちの沈黙                                    | トム・フレイシュマン、クリス・ニューマン                                                                 |        |
| 1992 （第65回）                                 | |        |
| ラスト・オブ・モヒカン                          | クリス・ジェンキンス、ダグ・ヘムフィル、マーク・スミス、サイモン・ケイ                                   |        |
| アラジン                                        | テリー・ポーター、メル・メトカルフ、デヴィッド・J・ハドソン、ドク・カーン                                |        |
| ア・フュー・グッドメン                          | ケヴィン・オコネル、リック・クライン、ロバート・エバー                                                   |        |
| 沈黙の戦艦                                      | ドナルド・O・ミッチェル、フランク・A・モンタノ、リック・ハート、スコットD・スミス                        |        |
| 許されざる者                                    | レス・フレッショルツ、ヴァーン・ポア、ディック・アレクサンダー、ロブ・ヤング                             |        |
| 1993 （第66回）                                 | |        |
| ジュラシック・パーク                            | ゲイリー・サマーズ、ゲイリー・ライドストロム、ショーン・マーフィ、ロン・ジャドキンス                     |        |
| クリフハンガー                                  | マイケル・ミンクラー、ボブ・ビーマー、ティム・クーニー                                                   |        |
| 逃亡者                                          | ドナルド・O・ミッチェル、マイケル・ハービック、フランク・A・モンタノ、スコットD・スミス                  |        |
| ジェロニモ                                      | クリス・カーペンター、ダグ・ヘムフィル、ビル・W・ベントン、リー・オルロフ                                |        |
| シンドラーのリスト                              | アンディ・ネルソン、スティーヴン・ペデルソン、スコット・ミラン、ロン・ジャドキンス                       |        |
| 1994 （第67回）                                 | |        |
| スピード                                        | グレッグ・ランデイカー、スティーヴ・マスロウ、ボブ・ビーマー、デヴィッド・マクミラン                     |        |
| 今そこにある危機                                | ドナルド・O・ミッチェル、マイケル・ハービック、フランク・A・モンタノ、アート・ロチェスター               |        |
| フォレスト・ガンプ/一期一会                     | ランディ・トム、トム・ジョンソン、デニス・S・サンズ、ウィリアム・B・カプラン                             |        |
| レジェンド・オブ・フォール/果てしなき想い       | ポール・マッセイ、デヴィッド・E・キャンベル、クリス・デヴィッド、ダグラス・ガントン                      |        |
| ショーシャンクの空に                            | ロバート・J・リット、エリオット・タイソン、マイケル・ハービック、ウィリー・D・バートン                   |        |
| 1995 （第68回）                                 | |        |
| アポロ13                                        | リック・ディオール、スティーヴン・ペデルソン、スコット・ミラン、デヴィッド・マクミラン                   |        |
| バットマン フォーエヴァー                       | ドナルド・O・ミッチェル、フランク・A・モンタノ、マイケル・ハービック、ピーター・ヒダル                   |        |
| ブレイブハート                                  | アンディ・ネルソン、スコット・ミラン、アンナ・ベルマー、ブライアン・シモンズ                             |        |
| クリムゾン・タイド                              | ケヴィン・オコネル、リック・クライン、グレゴリー・H・ワトキンス、ウィリアム・B・カプラン                 |        |
| ウォーターワールド                              | スティーヴ・マスロウ、グレッグ・ランデイカー、キース・A・ウェスター                                      |        |
| 1996 （第69回）                                 | |        |
| イングリッシュ・ペイシェント                    | ウォルター・マーチ、マーク・バーガー、デヴィッド・パーカー、クリス・ニューマン                           |        |
| エビータ                                        | アンディ・ネルソン、アンナ・ベルマー、ケン・ウェストン                                                   |        |
| インデペンデンス・デイ                          | クリス・カーペンター、ビル・W・ベントン、ボブ・ビーマー、ジェフ・ウェクスラー                            |        |
| ザ・ロック                                      | ケヴィン・オコネル、グレッグ・P・ラッセル、キース・A・ウェスター                                         |        |
| ツイスター                                      | スティーヴ・マスロウ、グレッグ・ランデイカー、ケヴィン・オコネル、ジェフリー・パターソン                 |        |
| 1997 （第70回）                                 | |        |
| タイタニック                                    | ゲイリー・ライドストロム、トム・ジョンソン、ゲイリー・サマーズ、マーク・ウラノ                           |        |
| エアフォース・ワン                              | ポール・マッセイ、リック・クライン、ダグ・ヘムフィル、キース・A・ウェスター                              |        |
| コン・エアー                                    | ケヴィン・オコネル、グレッグ・P・ラッセル、アート・ロチェスター                                          |        |
| コンタクト                                      | ランディ・トム、トム・ジョンソン、デニス・S・サンズ、ウィリアム・B・カプラン                             |        |
| L.A.コンフィデンシャル                          | アンディ・ネルソン、アンナ・ベルマー、カーク・フランシス                                                 |        |
| 1998 （第71回）                                 | |        |
| プライベート・ライアン                          | ゲイリー・ライドストロム、ゲイリー・サマーズ、アンディ・ネルソン、ロン・ジャドキンス                     |        |
| アルマゲドン                                    | ケヴィン・オコネル、グレッグ・P・ラッセル、キース・A・ウェスター                                         |        |
| マスク・オブ・ゾロ                              | ケヴィン・オコネル、グレッグ・P・ラッセル、パド・キューザック                                            |        |
| 恋におちたシェイクスピア                        | ロビン・オドナヒュー、ドミニク・レスター、ピーター・グロソップ                                           |        |
| シン・レッド・ライン                            | アンディ・ネルソン、アンナ・ベルマー、ポール・ブリンキャット                                             |        |
| 1999 （第72回）                                 | |        |
| マトリックス                                    | ジョン・T・リッツ、グレッグ・ルドロフ、デヴィッド・E・キャンベル、デヴィッド・リー                       |        |
| グリーンマイル                                  | ロバート・J・リット、エリオット・タイソン、マイケル・ハービック、ウィリー・D・バートン                   |        |
| インサイダー                                    | アンディ・ネルソン、ダグ・ヘムフィル、リー・オルロフ                                                     |        |
| ハムナプトラ/失われた砂漠の都                   | レスリー・シャッツ、クリス・カーペンター、リック・クライン、クリス・ムンロ                               |        |
| スター・ウォーズ エピソード1/ファントム・メナス | ゲイリー・ライドストロム、トム・ジョンソン、ショーン・マーフィ、ジョン・ミッドグレイ                     |        |

### 2000年代
| 年                                                  | 作品                                                                                         | 候補者 |
| --------------------------------------------------- | -------------------------------------------------------------------------------------------- | ------ |
| 2000 （第73回）                                     |                                                                                              |        |
| グラディエーター                                    | ボブ・ビーマー、スコット・ミラン、ケン・ウェストン                                           |        |
| キャスト・アウェイ                                  | ランディ・トム、トム・ジョンソン、デニス・S・サンズ、ウィリアム・B・カプラン                 |        |
| パトリオット                                        | ケヴィン・オコネル、グレッグ・P・ラッセル、リー・オルロフ                                    |        |
| パーフェクト ストーム                               | ジョン・T・リッツ、グレッグ・ルドロフ、デヴィッド・E・キャンベル、キース・A・ウェスター      |        |
| U-571                                               | スティーヴ・マスロウ、グレッグ・ランデイカー、リック・クライン、アイヴァン・シャーロック     |        |
| 2001 （第74回）                                     |                                                                                              |        |
| ブラックホーク・ダウン                              | マイケル・ミンクラー、クリス・ムンロ、マイロン・ネッティンガ                                 |        |
| アメリ                                              | ヴァンサン・アルナルディ、ギョーム・レリシュ、ジャン・ユマンスキー                           |        |
| ロード・オブ・ザ・リング                            | クリストファー・ボイズ、マイケル・セマニック、ゲーヌィン・クリーグ、ハモンド・ピーク         |        |
| ムーラン・ルージュ                                  | アンディ・ネルソン、アンナ・ベルマー、ロジャー・サヴェージ、ガンティス・シックス             |        |
| パール・ハーバー                                    | グレッグ・P・ラッセル、ピーター・J・デヴリン、ケヴィン・オコネル                             |        |
| 2002 （第75回）                                     |                                                                                              |        |
| シカゴ                                              | マイケル・ミンクラー、ドミニク・タヴェラ、デヴィッド・リー                                   |        |
| ギャング・オブ・ニューヨーク                        | トム・フレイシュマン、ユージン・ガーティ、アイヴァン・シャーロック                           |        |
| ロード・オブ・ザ・リング/二つの塔                   | クリストファー・ボイズ、マイケル・セマニック、マイケル・ヘッジス、ハモンド・ピーク           |        |
| ロード・トゥ・パーディション                        | スコット・ミラン、ボブ・ビーマー、ジョン・プリチェット                                       |        |
| スパイダーマン                                      | ケヴィン・オコネル、グレッグ・P・ラッセル、エド・ノヴィック                                  |        |
| 2003 （第76回）                                     |                                                                                              |        |
| ロード・オブ・ザ・リング/王の帰還                   | クリストファー・ボイズ、マイケル・セマニック、マイケル・ヘッジス、ハモンド・ピーク           |        |
| ラスト サムライ                                     | アンディ・ネルソン、アンナ・ベルマー、ジェフ・ウェクスラー                                   |        |
| マスター・アンド・コマンダー                        | ポール・マッセイ、ダグ・ヘムフィル、アート・ロチェスター                                     |        |
| パイレーツ・オブ・カリビアン/呪われた海賊たち       | クリストファー・ボイズ、デヴィッド・パーカー、デヴィッド・E・キャンベル、リー・オルロフ      |        |
| シービスケット                                      | アンディ・ネルソン、アンナ・ベルマー、トッド・A・メイトランド                                |        |
| 2004 （第77回）                                     |                                                                                              |        |
| Ray/レイ                                            | スコット・ミラン、グレッグ・オルロフ、ボブ・ビーマー、スティーヴ・カンタメッサ               |        |
| アビエイター                                        | トム・フレイシュマン、ピーター・ヒダル                                                       |        |
| Mr.インクレディブル                                 | ランディ・トム、ゲイリー・リッツオ、ドク・カーン                                             |        |
| ポーラー・エクスプレス                              | ランディ・トム、トム・ジョンソン、デニス・S・サンズ、ウィリアム・B・カプラン                 |        |
| スパイダーマン2                                     | ケヴィン・オコネル、グレッグ・P・ラッセル、ジェフリー・J・ハボウシュ、ジョセフ・ゲイシンガー |        |
| 2005 （第78回）                                     |                                                                                              |        |
| キング・コング                                      | クリストファー・ボイズ、マイケル・セマニック、マイケル・ヘッジス、ハモンド・ピーク           |        |
| ナルニア国物語/第1章: ライオンと魔女                | テリー・ポーター、ディーン・A・ズパンシク、トニー・ジョンソン                                |        |
| SAYURI                                              | ケヴィン・オコネル、グレッグ・P・ラッセル、リック・クライン、ジョン・プリチェット            |        |
| ウォーク・ザ・ライン/君につづく道                   | ポール・マッセイ、ダグ・ヘムフィル、ピーター・カーランド                                     |        |
| 宇宙戦争                                            | アンディ・ネルソン、アンナ・ベルマー、ロン・ジャドキンス                                     |        |
| 2006 （第79回）                                     |                                                                                              |        |
| ドリームガールズ                                    | マイケル・ミンクラー、ボブ・ビーマー、ウィリー・D・バートン                                  |        |
| アポカリプト                                        | ケヴィン・オコネル、グレッグ・P・ラッセル、フェルナンド・カメラ                              |        |
| ブラッド・ダイヤモンド                              | アンディ・ネルソン、アンナ・ベルマー、アイヴァン・シャーロック                               |        |
| 父親たちの星条旗                                    | ジョン・T・リッツ、デヴィッド・E・キャンベル、グレッグ・ルドロフ、ウォルト・マーティン       |        |
| パイレーツ・オブ・カリビアン/デッドマンズ・チェスト | ポール・マッセイ、クリストファー・ボイズ、リー・オルロフ                                     |        |
| 2007 （第80回）                                     |                                                                                              |        |
| ボーン・アルティメイタム                            | スコット・ミラン、デヴィッド・パーカー、カーク・フランシス                                   |        |
| 3時10分、決断のとき                                 | ポール・マッセイ、デヴィッド・ジャンマルコ、ジム・ストゥーベ                                 |        |
| ノーカントリー                                      | スキップ・リーヴセイ、クレイグ・バーキー、グレッグ・オルロフ、ピーター・カーランド           |        |
| レミーのおいしいレストラン                          | ランディ・トム、マイケル・セマニック、ドク・カーン                                           |        |
| トランスフォーマー                                  | ケヴィン・オコネル、グレッグ・P・ラッセル、ピーター・J・デヴリン                             |        |
| 2008 （第81回）                                     |                                                                                              |        |
| スラムドッグ$ミリオネア                             | イアン・タップ、リチャード・プライク、レスル・プークティ                                     |        |
| ベンジャミン・バトン 数奇な人生                     | デヴィッド・パーカー、マイケル・セマニック、レン・クライス、マーク・ウェインガーテン         |        |
| ダークナイト                                        | ローラ・ハーシュバーグ、ゲイリー・リッツオ、エド・ノヴィック                                 |        |
| ウォーリー                                          | トム・マイヤーズ、マイケル・セマニック、ベン・バート                                         |        |
| ウォンテッド                                        | クリス・ジェンキンス、フランク・A・モンタノ、ペトル・フォレット                              |        |
| 2009 （第82回）                                     |                                                                                              |        |
| ハート・ロッカー                                    | ポール・N・J・オットソン、レイ・ベケット                                                     |        |
| アバター                                            | クリストファー・ボイズ、ゲイリー・サマーズ、アンディ・ネルソン、トニー・ジョンソン           |        |
| イングロリアス・バスターズ                          | マイケル・ミンクラー、トニー・ランベルティ、マーク・ウラノ                                   |        |
| スター・トレック                                    | アンナ・ベルマー、アンディ・ネルソン、ピーター・J・デヴリン                                  |        |
| トランスフォーマー/リベンジ                         | グレッグ・P・ラッセル、ゲイリー・サマーズ、ジェフリー・パターソン                            |        |

### 2010年代
| 年                                                | 作品                                                                                        | 候補者 |
| ------------------------------------------------- | ------------------------------------------------------------------------------------------- | ------ |
| 2010 （第83回）                                   |                                                                                             |        |
| インセプション                                    | ローラ・ハーシュバーグ、ゲイリー・リッツオ、エド・ノヴィック                                |        |
| 英国王のスピーチ                                  | ポール・ハンブリン、マーティン・ジェンセン、ジョン・ミッドグレイ                            |        |
| ソルト                                            | ジェフリー・J・ハボウシュ、グレッグ・P・ラッセル、スコット・ミラン、ウィリアム・サロキン    |        |
| ソーシャル・ネットワーク                          | レン・クライス、デヴィッド・パーカー、マイケル・セマニック、マーク・ウェインガーテン        |        |
| トゥルー・グリット                                | スキップ・リーヴセイ、クレイグ・バーキー、グレッグ・オルロフ、ピーター・カーランド          |        |
| 2011 （第84回）                                   |                                                                                             |        |
| ヒューゴの不思議な発明                            | トム・フレイシュマン、ジョン・ミッドグレイ                                                  |        |
| ドラゴン・タトゥーの女                            | デヴィッド・パーカー、マイケル・セマニック、レン・クライス、ボー・パーション                |        |
| マネーボール                                      | デブ・アデア、ロン・ボーチャー、デイヴ・ジャンマルコ、エド・ノヴィック                      |        |
| トランスフォーマー/ダークサイド・ムーン           | グレッグ・P・ラッセル、ゲイリー・サマーズ、ジェフリー・J・ハボウシュ、ピーター・J・デヴリン |        |
| 戦火の馬                                          | ゲイリー・ライドストロム、アンディ・ネルソン、トム・ジョンソン、スチュアート・ウィルソン    |        |
| 2012 （第85回）                                   |                                                                                             |        |
| レ・ミゼラブル                                    | アンディ・ネルソン、マーク・パターソン、サイモン・ヘイズ                                    |        |
| アルゴ                                            | ジョン・T・リッツ、グレッグ・ルドロフ、ホセ・アントニオ・ガルシア                           |        |
| ライフ・オブ・パイ/トラと漂流した227日            | ロン・バートレット、D・M・ヘムフィル、ドリュー・カニン                                      |        |
| リンカーン                                        | アンディ・ネルソン、ゲイリー・ライドストロム、ロナルド・ジャドキンス                        |        |
| 007 スカイフォール                                | スコット・ミラン、グレッグ・P・ラッセル、スチュアート・ウィルソン                           |        |
| 2013 （第86回）                                   |                                                                                             |        |
| ゼロ・グラビティ                                  | スキップ・リーヴセイ、ニヴ・アディリ、クリストファー・ベンステッド、クリス・ムンロ          |        |
| キャプテン・フィリップス                          | クリス・バードン、マーク・テイラー、マイク・プレストウッド・スミス、クリス・ムンロ          |        |
| ホビット 竜に奪われた王国                         | クリストファー・ボイズ、マイケル・ヘッジス、マイケル・セマニック、トニー・ジョンソン        |        |
| インサイド・ルーウィン・デイヴィス 名もなき男の歌 | スキップ・リーヴセイ、グレッグ・オルロフ、ピーター・カーランド                              |        |
| ローン・サバイバー                                | アンディ・コヤマ、ビュー・ボーダーズ、デヴィッド・ブラウンロー                              |        |
| 2014 （第87回）                                   |                                                                                             |        |
| セッション                                        | クレイグ・マン、ベン・ウィルキンス、トマス・カーリー                                        |        |
| アメリカン・スナイパー                            | ジョン・T・リッツ、グレッグ・ルドロフ、ウォルト・マーティン                                 |        |
| バードマン あるいは（無知がもたらす予期せぬ奇跡） | ジョン・テイラー、フランク・A・モンタノ、トーマス・ヴァーガ                                 |        |
| インターステラー                                  | ゲイリー・リッツオ、グレッグ・ランデイカー、マーク・ウェインガーテン                        |        |
| 不屈の男 アンブロークン                           | ジョン・テイラー、フランク・A・モンタノ、デヴィッド・リー                                   |        |
| 2015 （第88回）                                   |                                                                                             |        |
| マッドマックス 怒りのデス・ロード                 | クリス・ジェンキンス、グレッグ・ルドロフ、ベン・オズモ                                      |        |
| ブリッジ・オブ・スパイ                            | アンディ・ネルソン、ゲイリー・ライドストロム、ドリュー・カニン                              |        |
| オデッセイ                                        | ポール・マッセイ、マーク・テイラー、マック・ルース                                          |        |
| レヴェナント: 蘇えりし者                          | ジョン・テイラー、フランク・A・モンタノ、ランディ・トム、クリス・デュースターディーク       |        |
| スター・ウォーズ/フォースの覚醒                   | アンディ・ネルソン、クリストファー・スカラボシオ、スチュアート・ウィルソン                  |        |
| 2016 （第89回）                                   |                                                                                             |        |
| ハクソー・リッジ                                  | ケヴィン・オコネル、アンディ・ライト、ロバート・マッケンジー、ピーター・グレイス            |        |
| メッセージ                                        | バーナード・ガリエフィ・ストロブル、クロード・ラ・アヤ                                      |        |
| ラ・ラ・ランド                                    | アンディ・ネルソン、アイ＝リン・リー、スティーヴ・A・モロー                                 |        |
| ローグ・ワン/スター・ウォーズ・ストーリー         | デヴィッド・パーカー、クリストファー・スカラボシオ、スチュアート・ウィルソン                |        |
| 13時間 ベンガジの秘密の兵士                       | ゲイリー・サマーズ、ジェフリー・J・ハバッシュ、マック・ルース                               |        |
| 2017 （第90回）                                   |                                                                                             |        |
| ダンケルク                                        | マーク・ウェインガーテン、グレッグ・ランデイカー、ゲイリー・リッツオ                        |        |
| ベイビー・ドライバー                              | ジュリアン・スレイター、ティム・キャバジン、メリー・H・エリス                               |        |
| ブレードランナー 2049                             | ロン・バートレット、ダグ・ヘムフィル、マック・ルース                                        |        |
| シェイプ・オブ・ウォーター                        | クリスチャン・クック、ブラッド・ゾーン、グレン・ゴーサー                                    |        |
| スター・ウォーズ/最後のジェダイ                   | デヴィッド・パーカー、マイケル・セマニック、レン・クライス、スチュアート・ウィルソン        |        |
| 2018 （第91回）                                   |                                                                                             |        |
| ボヘミアン・ラプソディ                            | ポール・マッセイ、ティム・キャバジン、ジョン・キャサリ                                      |        |
| ブラックパンサー                                  | スティーヴ・ボエデカー、ブランドン・プロトコル、ピーター・デヴリン                          |        |
| ファースト・マン                                  | ジョン・テイラー、フランク・A・モンタノ、アイ＝リン・リー、メリー・H・エリス                |        |
| ROMA/ローマ                                       | スキップ・リーヴセイ、クレイグ・ヘニガン、ホセ・アントニオ・ガルシア                        |        |
| アリー/ スター誕生                                | トム・オーザニッチ、ディーン・ズパンシック、ジェイソン・ルーダー、スティーヴ・モロー        |        |
| 2019 （第92回）                                   |                                                                                             |        |
| 1917 命をかけた伝令                               | マーク・テイラー、スチュアート・ウィルソン                                                  |        |
| アド・アストラ                                    | ゲイリー・ライドストロム、トム・ジョンソン、マーク・ウラノ                                  |        |
| フォードvsフェラーリ                              | ポール・マッセイ、デヴィッド・ジャンマルコ、スティーヴ・モロー                              |        |
| ジョーカー                                        | トム・オーザニッチ、ディーン・ズパンシック、トッド・A・メイトランド                         |        |
| ワンス・アポン・ア・タイム・イン・ハリウッド      | マイケル・ミンクラー、クリスチャン・P・ミンクラー、マーク・ウラノ                           |        |

### 2020年代
| 年                                                  | 作品 | 候補者 |
| --------------------------------------------------- | --- | ------ |
| 2020 （第93回）                                     | |        |
| サウンド・オブ・メタル -聞こえるということ-         | ニコラス・ベッカー、 ジェイミー・バクシュト、フィリップ・ブラッド、カルロス・コルテス・ナヴァレッテ、ミッチェル・コートレンツ                        |        |
| グレイハウンド                                      | ウォーレン・ショウ、マイケル・ミンクラー、ボー・ボーダーズ、デヴィッド・ワイマン                                                                     |        |
| Mank/マンク                                         | レン・クライス、ジェレミー・モロド、デヴィッド・パーカー、ネイサン・ナンス、ドリュー・クニン                                                         |        |
| この茫漠たる荒野で                                  | オリヴァー・ターニー、マイク・プレストウッド・スミス、ウィリアム・ミラー、ジョン・プリチェット                                                       |        |
| ソウルフル・ワールド                                | レン・クライス、コヤ・エリオット、デヴィッド・パーカー                                                                                               |        |
| 2021 （第94回）                                     | |        |
| DUNE/デューン 砂の惑星                              | マック・ルース、マーク・マンジーニ、テオ・グリーン、ダグ・ヘムフィル、ロン・バートレット                                                             |        |
| ベルファスト                                        | デニス・ヤーデ、サイモン・チェイス、ジェームズ・マザー、ニヴ・アディリ                                                                               |        |
| 007/ノー・タイム・トゥ・ダイ                        | サイモン・ヘイズ、オリヴァー・ターニー、ジェームズ・ハリソン、ポール・マッセイ、マーク・テイラー                                                     |        |
| パワー・オブ・ザ・ドッグ                            | リチャード・フリン、ロバート・マッケンジー、タラ・ウェッブ                                                                                           |        |
| ウエスト・サイド・ストーリー                        | トッド・A・メイトランド、ゲイリー・ライドストロム、ブライアン・チャムニー、アンディ・ネルソン、ショーン・マーフィ                                    |        |
| 2022 （第95回）                                     | |        |
| トップガン マーヴェリック                           | マーク・ウェインガーテン、ジェームズ・H・マザー、アル・ネルソン、クリス・バードン、マーク・テイラー                                                  |        |
| 西部戦線異状なし                                    | ヴィクトル・プラシル、フランク・クルーゼ、マルクス・ステムラー、ラース・ギンツェル、ステファン・コルテ                                               |        |
| アバター:ウェイ・オブ・ウォーター                   | ジュリアン・ハワース、グウェンドリン・イェーツ・ホイットル、ディック・バーンスタイン、クリストファー・ボイズ、ゲイリー・サマーズ、マイケル・ヘッジス |        |
| THE BATMAN-ザ・バットマン-                          | スチュアート・ウィルソン、ウィリアム・ファイルズ、ダグラス・マレー、アンディ・ネルソン                                                               |        |
| エルヴィス                                          | デヴィッド・リー、ウェイン・パシュリー、アンディ・ネルソン、マイケル・ケラー                                                                         |        |
| 2023 （第96回）                                     | |        |
| 関心領域                                            | ターン・ウィラーズ、ジョニー・バーン |        |
| ザ・クリエイター/創造者                             | イアン・フォイクト、エリク・アーダール、イーサン・ヴァン・ダー・リン、トム・オーザニッチ、ディーン・A・ズパンシク                                    |        |
| マエストロ: その音楽と愛と                          | スティーヴン・A・モロー、リチャード・キング、ジェイソン・ルーダー、トム・オーザニッチ、ディーン・A・ズパンシク                                       |        |
| ミッション:インポッシブル/デッドレコニング PART ONE | クリス・ムンロ、ジェームズ・H・マザー、クリス・バードン、マーク・テイラー                                                                            |        |
| オッペンハイマー                                    | ウィリー・D・バートン、リチャード・キング、ゲイリー・リッツオ、ケヴィン・オコネル                                                                    |        |
| 2024 (第97回)                                       | |        |
| デューン 砂の惑星PART2                              | ガレス・ジョン、リチャード・キング、ロン・バートレット、ダグ・ヘムフィル                                                                             |        |
| 名もなき者/A COMPLETE UNKNOWN                       | トッド・A・メイトランド、ドナルド・シルヴェスター、テッド・カプラン、ポール・マッセイ、デヴィッド・ジャンマルコ                                      |        |
| エミリア・ペレス                                    | エルワン・ケルザネット、アイメリック・デヴォルデール、マクサンス・デュッセール、シリル・オルツ、ニエル・バルレッタ                                   |        |
| ウィキッド ふたりの魔女                             | サイモン・ヘイズ、ナンシー・ニュージェント・タイトル、ジャック・ドルマン、アンディ・ネルソン、ジョン・マークイス                                     |        |
| 野生の島のロズ                                      | ランディ・トム、ブライアン・チャムニー、ゲイリー・リッツオ、レフ・レファーズ                                                                         |        |